# Manuel Pérez Ledesma
Manuel Pérez Ledesma   (Madrid, 1944 - 15 d'abril de 2018) va ser un catedràtic d'Història Contemporània de la Universitat Autònoma de Madrid.
Llicenciat amb grau en Filosofia i Lletres per la Universitat de Salamanca. Miguel Artola Gallego va dirigir la seva tesina, que Pérez Ledesma va llegir en 1967, titulada La Unión General de Trabajadores en el Movimiento Obrero Español (1888-1917). En 1976 va obtenir el doctorat per la Universitat Autònoma de Madrid amb la seva tesi La Unión General de Trabajadores. Ideología y organización (1887-1931).
Proper al marxisme, Manuel Pérez Ledesma va ser, durant les eleccions de 1977, membre de la Candidatura de Unidad Popular (CUP), a l'esquerra del PCE i que integrava a grups com Moviment Comunista, Moviment Socialista, Partit Sindicalista i Partit Comunista dels Treballadors. Ràpidament desenganyat sobre les possibilitats democràtiques del comunisme, en 1979 des de la rivesta Autogestión y socialismo va participar en el moviment pro alliberament dels membres de Carta 77 empresonats pel govern txecoslovac, i va demanar també la llibertat per Andrei Sàkharov, empresonat pel govern soviètic. En 1981 va col·laborar en la fundació del Grup Radical de Madrid.
Pérez Ledesma és un dels principals autors a Espanya en haver-hi tractat la història del moviment obrer i dels moviments socials, així com el naixement de la ciutadania. En la seva joventut, va traduir l'obra clàssica de Paul Lafargue, i ha escrit la història de la Unió General de Treballadors.

## Llibres
- Amb Miguel Artola Gallego, Contemporánea: La historia desde 1776, Madrid, Alianza Editorial, 2005. ISBN 978-84-206-4765-4
- Estabilidad y conflicto social: : España, de los íberos al 14-D, Madrid, Nerea, 1990. ISBN 84-86763-41-X
- Historia del mundo contemporáneo, C.O.U., Madrid, Anaya, 1988. ISBN 84-207-3052-1
- El obrero consciente: dirigentes, partidos y sindicatos en la II Internacional, Madrid, Alianza Editorial, 1987. ISBN 84-206-2501-9